# Witotacris silvai
Witotacris silvai är en insektsart som beskrevs av Marius Descamps 1980. Witotacris silvai ingår i släktet Witotacris och familjen gräshoppor. Inga underarter finns listade i Catalogue of Life.